# Dominator (Festival)
Dominator – The Hardcore Festival ist ein jährlich stattfindendes, zweitägiges Open-Air-Festival für elektronische Hardcore-Musik, das in den Niederlanden gemeinsam von den niederländischen Eventfirmen Art of Dance und Q-Dance organisiert wird. Die 2005 erstmals veranstaltete Dominator gilt als das größte Outdoor-Hardcore-Techno-Festival der Welt und konkurriert mit Defqon.1 (größter Vertreter der internationalen Hardstyle-Szene) und Tomorrowland (größter Vertreter der EDM-Szene).
Nach zwei Jahren Pause aufgrund der Covid-19-Pandemie kehrte das Dominator-Festival als Open-Air-Veranstaltung am 16. Juli 2022 an den E3-Strand bei Eersel zurück. Erstmals gab es Camping und eine Pre-Party direkt am Campinggelände am Vorabend. Mit dem neuen Anthem von Deadly Guns Hell of a Ride war erstmals ein Anthem des immer beliebter werdenden Subgenres Uptempo Hardcore choreographiert worden, welches sich vor allem durch seine extrem hohen Kicks und übersteuerten Bassdrums auszeichnet.
Die nächste Dominator findet am 18. und 19. Juli 2025 statt.

## Geschichte
Die erste Ausgabe, die von ID&T, Masters of Hardcore und Q-Dance gemeinsam organisiert wurde, fand am 30. Juli 2005 in Het Rutbeek bei Enschede statt. Im Jahr 2006 gab es keine Dominator. Am 28. Juli 2007 kehrte das Festival zurück, dieses Mal wurde es im Stadtpark von Groningen veranstaltet. Die dritte Ausgabe fand am 26. Juli 2008 im Erholungsgebiet Vlietlanden in Südholland statt. Seit 25. Juli 2009 wird das Dominator-Festival in Duynenwater, heute besser bekannt als E3-Strand, in Eersel organisiert und findet seit 2012 bereits Mitte Juli statt.
Das erste offizielle Dominator-Anthem erschien 2010 mit Highway to Hell. Seither erfreuen sich diese Choreographien wachsender Beliebtheit. Das Festival fand am 24. Juli statt und damit erstmals nicht am letzten Juli-Samstag.
Nirvana of Noise, Dominator 2011, verändert das Konzept des Anthems leicht, ab diesem Festival wird ein Anthem von mehreren DJs speziell für die betreffende Ausgabe geschrieben. Das 2011er-Anthem wird durch den legendären Schrei des Festivalnamens in der Szene dauerhaft berühmt. Letztmals fand die Dominator am letzten Samstag des Monats, am 30. Juli, statt.
Cast of Catastrophe, Dominator 2012, ist die erste echte Horrorshow des Festivals und zeigt ein riesiges Filmstudio, das von Zombies und anderen Horrorgeschöpfen heimgesucht wird. Die DJs Angerfist und Outblast übernahmen die Leitung des Anthems. Es war ein großer Erfolg, und Outblast hat hier sein drittes und letztes Anthem für das Festival veröffentlicht. Das Festival wurde am 21. Juli veranstaltet.
Carnival of Doom, Dominator 2013, richtet einen riesigen Karneval im Freakshow-Stil ein. Das Anthem dieser Ausgabe wurde von The Supreme Team produziert. Diese Ausgabe ist nach wie vor der bisher größte Medienerfolg des Festivals, da der Aftermovie mehr als 10 Millionen Aufrufe auf YouTube verzeichnete, und sich unter den Festivalbesuchern zu einer Bezugsgröße entwickelt hat. Stattgefunden hat es am 20. Juli.
Metropolis of Massacre, Dominator 2014, zeigt eine von Zombies und anderen schrecklichen Kreaturen verseuchte Stadt. Das Anthem ist von Miss K8 & MC Nolz veröffentlicht worden. Diese Ausgabe markiert den ersten Mainstage-Auftritt der DJs Wasted Mind und Hellsystem sowie ihrer auf den Millennium Hardcore fokussierten Produktionen und wurde am 19. Juli gefeiert.
Riders of Retaliation, Dominator 2015, stellt ein Lager von satanistischen Motorradfahrern in Alarmbereitschaft dar, die sich weitgehend von anderen Medien inspirieren lassen (wie z. B. die Serie Sons of Anarchy). Diese Ausgabe feiert den 10. Jahrestag des Festivals und stellt zum ersten Mal das Konzept einer den jungen Talenten gewidmeten Bühne vor. Das Anthem ist von Nosferatu und Tha Playah verfasst worden. Es fand am 18. Juli statt.
Methods of Mutilation, Dominator 2016, gleicht einem riesigen blutigen Schauspiel von Folter und Schrecken und führt in ihrem Thema verschiedene visuelle Gräueltaten zusammen. Das Anthem stammt von Furyan und MC ALee, das Festival wurde am 16. Juli veranstaltet.
Maze of Martyr, Dominator 2017, zeigt ein schreckliches Labyrinth, in dem Zombies herrschen, die jeden töten und verschlingen, der es wagt, sich dorthin zu bewegen. Das Anthem stammt von Mad Dog & Dave Revan, durchgeführt wurde das Open Air am 15. Juli.
Wrath of Warlords, Dominator 2018, verändert das Setting auf eine postapokalyptische Welt. Es simuliert einen Machtkampf zwischen acht blutrünstigen Clans in einer trockenen Wüste. Die vom Film Mad Max: Fury Road inspirierte Ausgabe bringt frischen Wind in das Festival und war ein kommerzieller Erfolg. Das Anthem wurde von Neophyte erstellt, die Dominator wurde am 21. Juli abgehalten und von 50.000 Menschen besucht.
Rally of Retribution, Dominator 2019, knüpft direkt an das vorangegangene Jahr an und veranstaltet eine riesige Rallye zwischen denselben Clans wie im Vorjahr. Die Veranstaltung war ebenfalls ein Erfolg, aber die Verkäufe waren zaghafter. Einige neue Kuriositäten tauchten auf, wobei der traditionelle Bungee-Sprung durch einen Sprung in einem Auto ersetzt wurde. Das Anthem stammt von Angerfist & MC Nolz. Das Festival war am 20. Juli.
Aufgrund der COVID-19-Pandemie wurde die Dominator für 2020 und 2021 durch die niederländische Regierung als Live-Festival untersagt. Daraufhin entschieden sich die Veranstaltenden, ein Online-Festival zu veranstalten, bei dem ein Teil des geplanten Line-up am E3-Strand ohne Publikum auflegte. So ging erstmals am 18. Juli 2020 ein Dominator-Stream unter dem Anthem We will prevail online. 2021 gab es das Shutdown Anthem Infinite Force, komponiert von Aftershock & LXCPR. Die Online-Veranstaltung fand am 21. Juli statt.
Mit dem Anthem Hell of a Ride fand die Dominator 2022 erstmals über zwei Tage am 15. und 16. Juli statt.
Voyage of The Damned war das Anthem der Dominator 2023, die am 14. und 15. Juli stattfand.
The Core Citadel war die Dominator am 19. und 20. Juli 2024. Sie wurde erst von großer Hitze, dann von starken Regenfällen begleitet.

## Konzept
Der Name des Festivals geht auf den Songtitel Dominator zurück, eines der Gründungswerke der Gabber-Musik, das 1991 von der niederländischen Hardcore-Techno-Musikgruppe Human Resource veröffentlicht, kommerziell erfolgreich und letztlich in kurzer Zeit stilprägend wurde. Das Stück wurde bisher mehr als 50 Mal gecovert.
Der Dominator liegt meist ein gruseliges Thema zugrunde, seit 2018 sind die Anthems postapokalyptisch orientiert, mit großen visuellen und biblischen Ähnlichkeiten zur Filmreihe Mad Max. Jedes Thema des nächsten Festivals wird bei einer ähnlichen Veranstaltung, den Masters of Hardcore (MoH), Ende März des jeweiligen Jahres angekündigt, wenn die MoH-Party in den Brabanthallen in Den Bosch stattfindet.
Bereits für das Festival im Jahr 2020 waren Camping und eine Pre-Party am Vortag geplant, womit das ursprüngliche, eintägige Dominator-Konzept erweitert wurde. Die erste Umsetzung erfolgte dann 2022. Die Pre-Party ist seit dem Festival 2024 ein vollständiger Festivaltag für den auch Tagestickets angeboten werden. Dieser findet jedoch auf einem verkleinerten Gelände statt, d. h. einige Bühnen unter anderem die große Hauptbühne sind an diesem Tag nicht zugänglich. Die Rolle der Hauptbühne übernimmt an diesem Tag eine andere Bühne. Am 19. Juli 2024 fand die erste Freitags-Endshow statt, dazu wurden die letzten 15 Minuten des finalen Set: „N-Vitral pres. Bombsquad“ von Pyrotechnik begleitet.

## Anthems
- 2005: Human Resource – Dominator – The Remixes
- 2006: nicht stattgefunden
- 2007: Outblast & Predator ft. Ruffian – The Hunt
- 2008: Angerfist & Outblast – Radical
- 2009: DJ D – D Power
- 2010: Nitrogenetics – Driven By Fear
- 2011: Art of Fighters – Nirvana Of Noise
- 2012: Angerfist & Outblast ft. Tha Watcher – Cast of Catastrophe
- 2013: The Supreme Team – Carnival Of Doom
- 2014: Miss K8 ft. MC Nolz – Metropolis of Massacre
- 2015: Tha Playah & Nosferatu – Riders Of Retaliation
- 2016: Furyan ft MC Alee – Methods of Mutilation
- 2017: DJ Mad Dog & Dave Revan – Maze Of Martyr
- 2018: Neophyte – Wrath Of Warlords
- 2019: Angerfist & Mc Nolz – Rally of Retribution
- 2020: Soundwave – We will prevail (Quarantine mix)
- 2022: Deadly Guns & Tha Watcher ft. Carola – Hell of a Ride[9]
- 2023: AniMe & Nolz – Voyage of the Damned
- 2024: N-Vitral & Tha Watcher – The Core Citadel[10]
- 2025: The Supreme Team – Lead By Example[11]